# Port lotniczy Olsztyn-Mazury
Port Lotniczy Olsztyn-Mazury (kod IATA: SZY, kod ICAO: EPSY) – port lotniczy położony w miejscowości Szymany, ponad 10 km od centrum Szczytna i ok. 56 km na południowy wschód od centrum Olsztyna. Port ten obsługiwał region Warmii i Mazur w latach 1996–2003 oraz po rozbudowie od 2016. Jest jedynym portem lotniczym w województwie warmińsko-mazurskim.
Część lotnicza lotniska zajmuje powierzchnię ok. 322 ha.

## Nazwa
Oficjalna nazwa w rejestrze ICAO Lotnisko Szymany, w 2015 r. Rada nadzorcza zarządzającej lotniskiem spółki „Warmia i Mazury” zatwierdziła nazwę Olsztyn-Mazury. Oficjalną pełną nazwą lotniska jest „Port lotniczy Olsztyn-Mazury”. Autorem logo Portu Lotniczego Olsztyn-Mazury jest Mateusz Obarek Studio Gravite.

## Historia

### Port lotniczy Olsztyn-Dajtki
Po zakończeniu I wojny światowej postanowiono wybudować port lotniczy w pobliżu Olsztyna. Do tego celu wybrano w 1926 r. największy w pobliżu miasta teren o płaskiej powierzchni w pobliżu wsi Dajtki. Lotnisko miało służyć celom wojskowym, a także cywilnym. 1 czerwca 1926 roku rozpoczęły się w sezonie letnim regularne loty pasażerskie Lufthansy do Gdańska. Był poprzednikiem portu lotniczego Szymany.

### Port lotniczy Szymany

Logo Portu lotniczego Olsztyn-Mazury

Port ten obsługiwał region Warmii i Mazur od 1996 do 2003. Jest jedynym portem lotniczym w województwie warmińsko-mazurskim. Lotnisko w Szymanach było wykorzystywane przez niemieckie lotnictwo wojskowe przed i w czasie II wojny światowej, a po jej zakończeniu przez polskie lotnictwo wojskowe. Na początku lat 60. podniesiono parametry lotniska do II klasy wojskowej.
16 stycznia 1996 – w związku z malejącym wykorzystywaniem przez wojsko – lotnisko zaczęto wykorzystywać do celów cywilnych. Na mocy postanowienia Sądu Rejonowego w Olsztynie powstaje spółka z ograniczoną odpowiedzialnością: Porty Lotnicze „Mazury-Szczytno”.

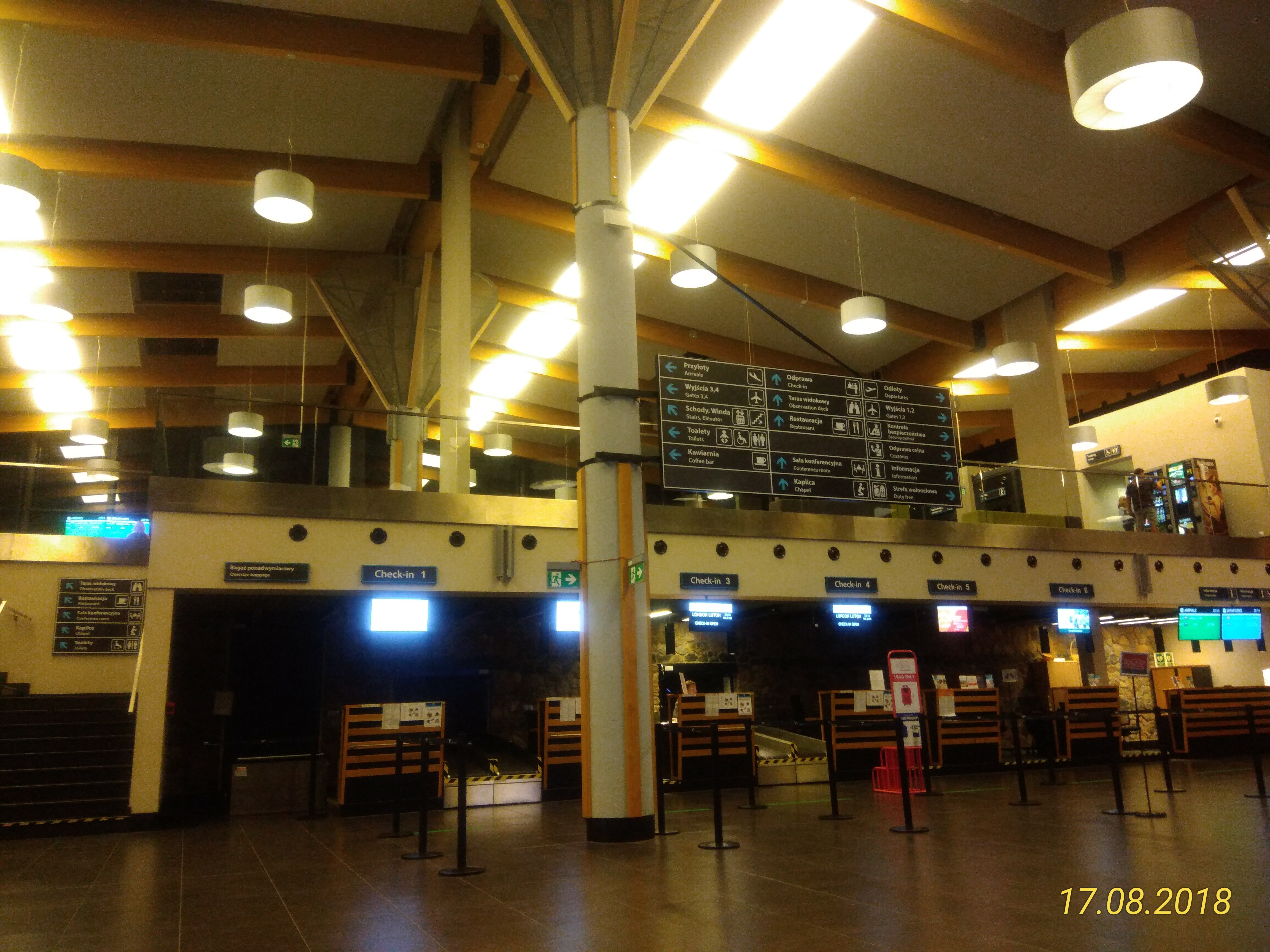
Stanowiska odprawy biletowo-bagażowej check-in

Czerwiec 1996 – pierwsze lądowanie samolotu Polskich Linii Lotniczych LOT – ATR-72 z pasażerami na pokładzie.
10 października 2001 – rozporządzeniem Rady Ministrów lotnisko zostało wpisane na listę lotnisk, na których mogą być wykonywane starty i lądowania w ruchu międzynarodowym /przejście graniczne/.
22 sierpnia 2002 – Ministerstwo Obrony Narodowej przekazuje lotnisko Agencji Mienia Wojskowego.
14 maja 2003 – Spółka Porty Lotnicze Mazury-Szczytno uzyskuje certyfikat Agenta Obsługi Naziemnej Nr PL-15H/03 w zakresie obsługi pasażerów, obsługi bagażu, obsługi płytowej statków powietrznych, obsługi w zakresie zaopatrywania statków powietrznych w paliwo, transportu naziemnego pomiędzy statkiem powietrznym i dworcem lotniczym.
30 listopada 2003 – wojsko opuszcza lotnisko.
2 grudnia 2005 – lotnisko zostało wpisane do Rejestru Lotnisk Cywilnych pod numerem 59 jako lotnisko cywilne użytku publicznego kodzie referencyjnym 3C.
27 października 2006 – Urząd Lotnictwa Cywilnego certyfikuje część lotniczą lotniska.

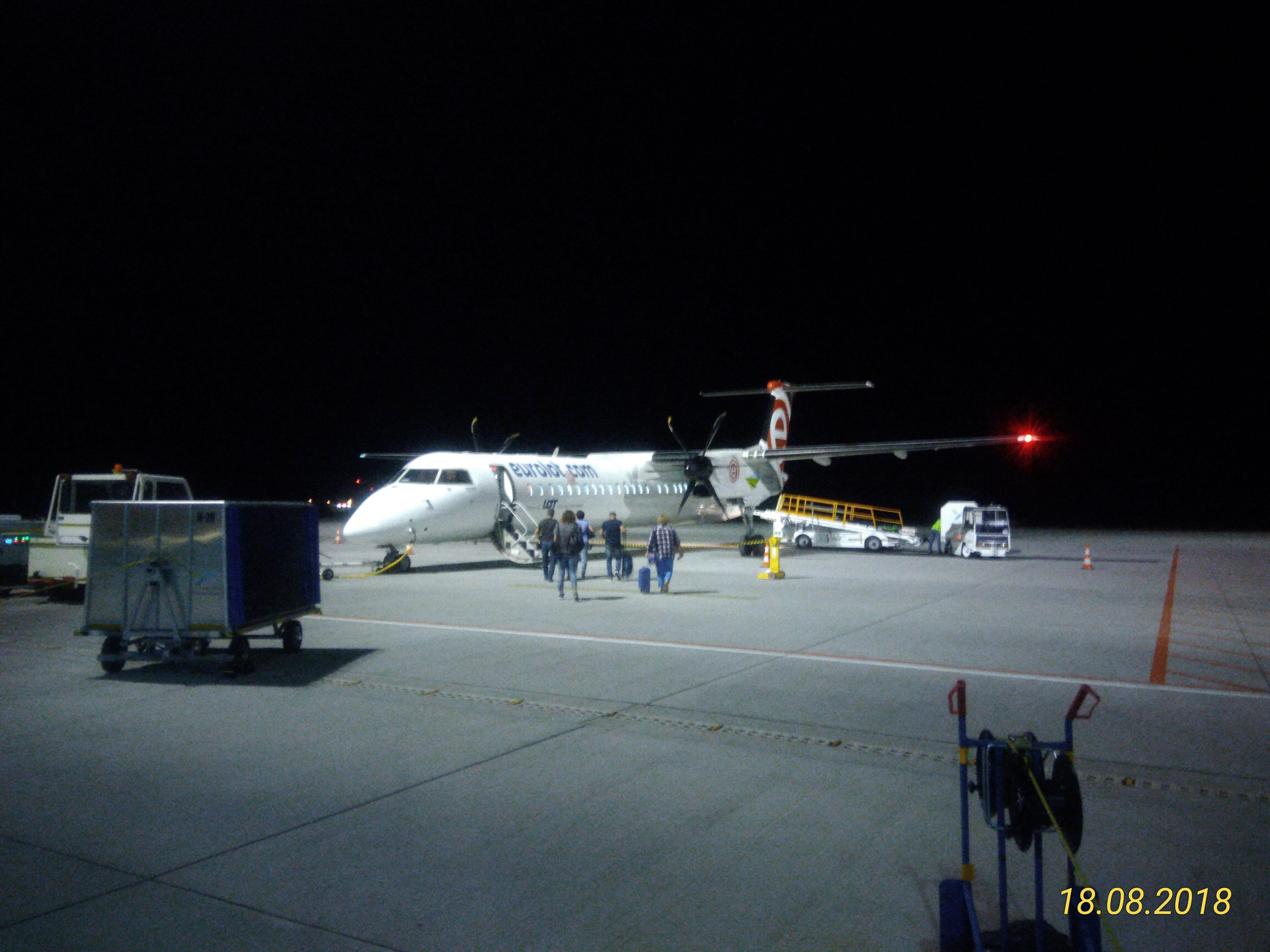
Płyta postojowa z samolotem LOT odlatującym do Lwowa

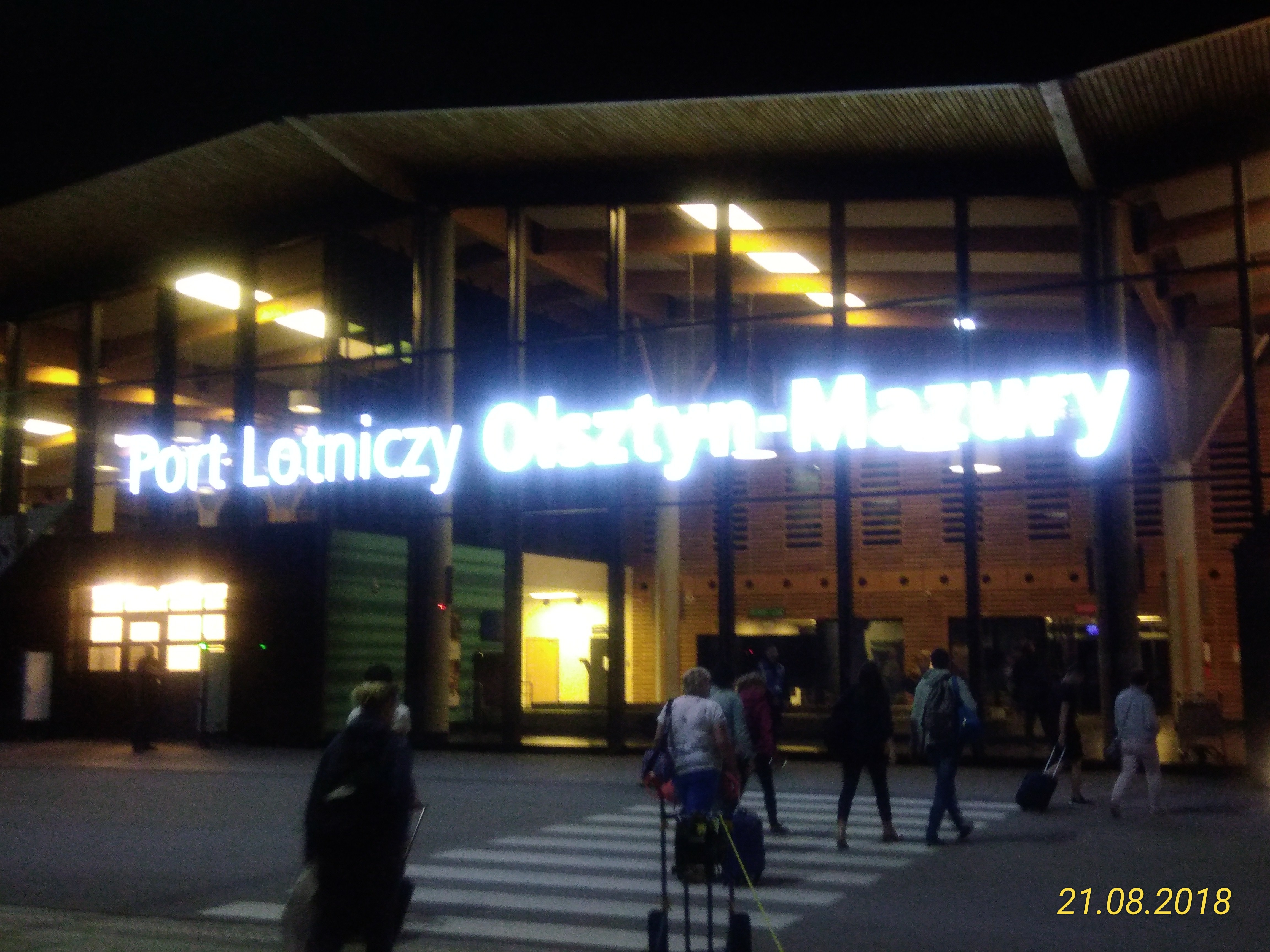
Widok na terminal od strony płyty postojowej

Listopad 2008 – spółka European Businessa Partners sp. z o.o. z siedzibą w Warszawie obejmuje 60% udziałów w spółce zarządzającej lotniskiem. Jest to pierwsza prywatyzacja polskiego lotniska regionalnego.
Lotnisko powstało w latach 50. XX w. jako obiekt wojskowy. Jego znaczenie wzrosło po usytuowaniu Ośrodka Kształcenia Kadr Wywiadu (tzw. szkoły szpiegów) w pobliskich Starych Kiejkutach. W 1996 lotnisko zostało przekazane jako zbędne dla potrzeb wojska Agencji Mienia Wojskowego, która wydzierżawiła je spółce Porty Lotnicze „Mazury-Szczytno”. Od tego czasu, w latach 1996–2003, w sezonie letnim, odbywały się regularne, cotygodniowe loty z Warszawy i z miast w Niemczech.
W 2005 port posiadał infrastrukturę zdolną do obsługi samolotów średniej wielkości, w tym 2000-metrową betonową drogę startową oraz system ILS. Wolę wykonywania połączeń do tego portu wyraziła linia lotnicza Ryanair, uzależniając to od inwestycji w rozbudowę terminalu oraz poprawę jakości nawierzchni pasa startowego.
31 października 2006 spółka zarządzająca lotniskiem podpisała 5-letnią umowę dzierżawy gruntu z Agencją Mienia Wojskowego, z opcją na jej przedłużenie na następne lata. Dzięki temu była w stanie otrzymać 1 mln zł dofinansowania od samorządu województwa na ponowne uruchomienie portu. Dalszy milion miał być przekazany spółce przez jej udziałowca, firmę Energopol. Spółka miała jeszcze szanse otrzymania 2 mln zł od polskiego rządu. Również inny udziałowiec spółki, Przedsiębiorstwo Państwowe „Porty Lotnicze”, miało zamiar darować jej część zadłużenia.

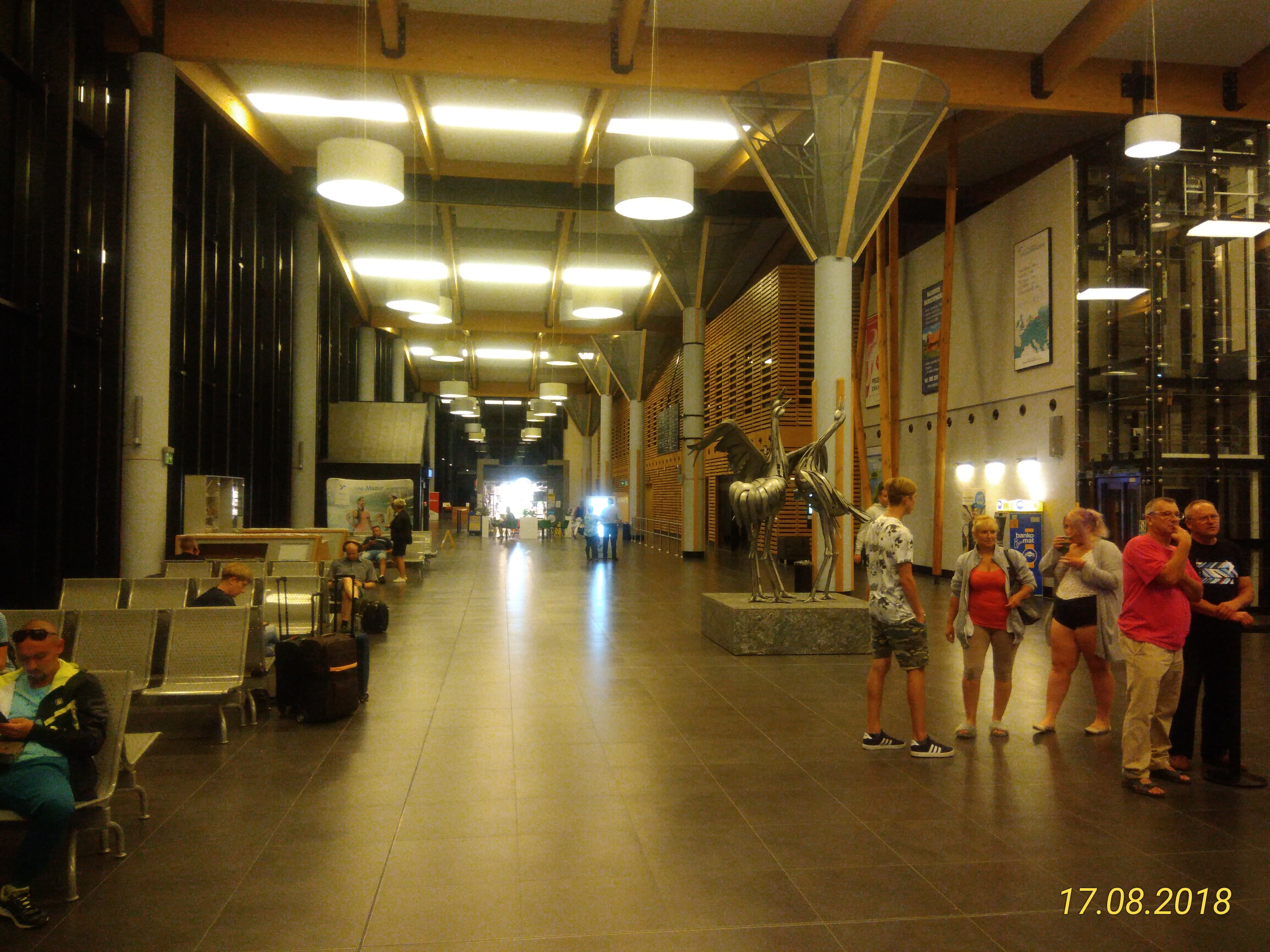
Wnętrze terminala

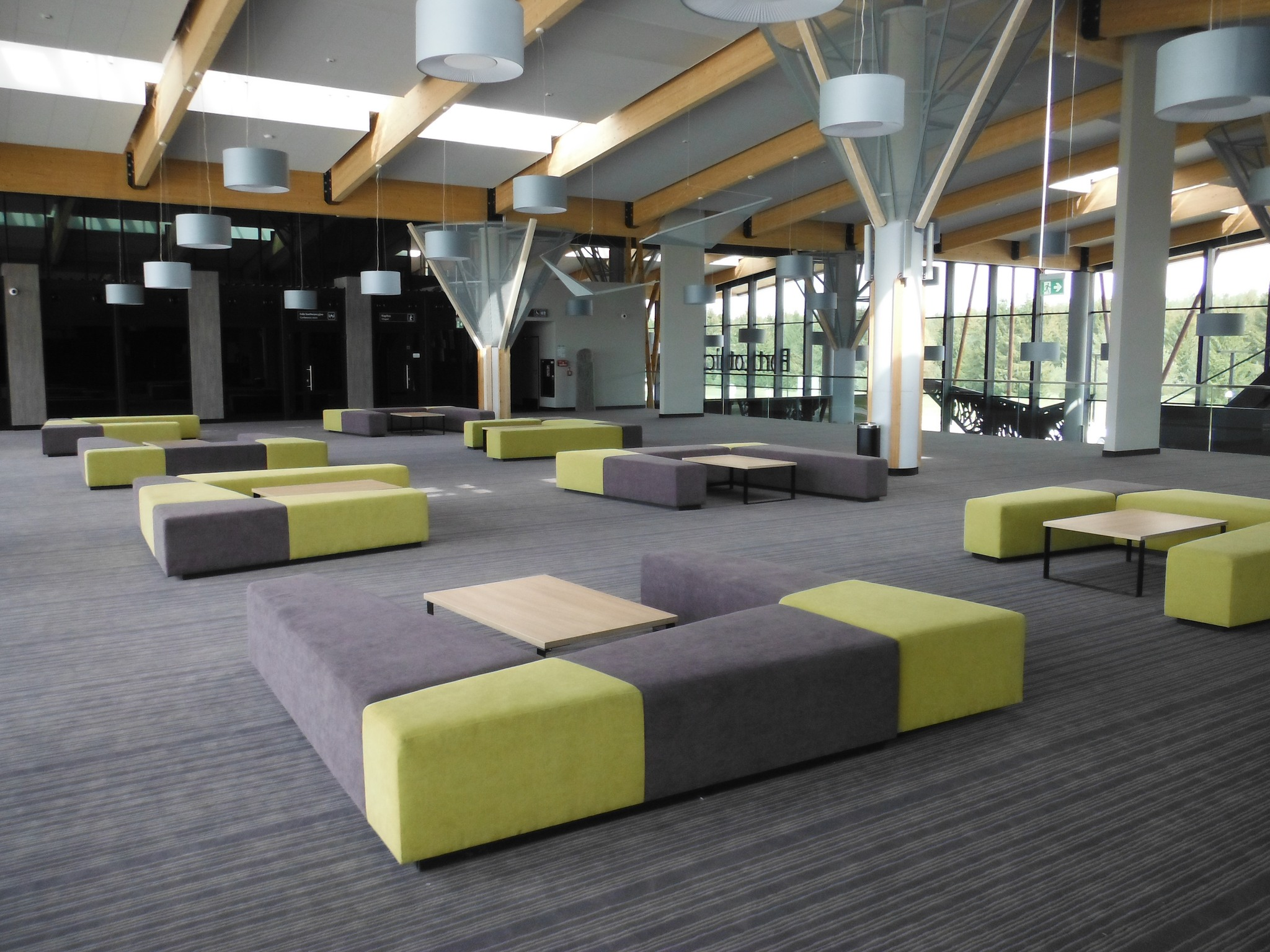
Miejsce oczekiwania dla pasażerów

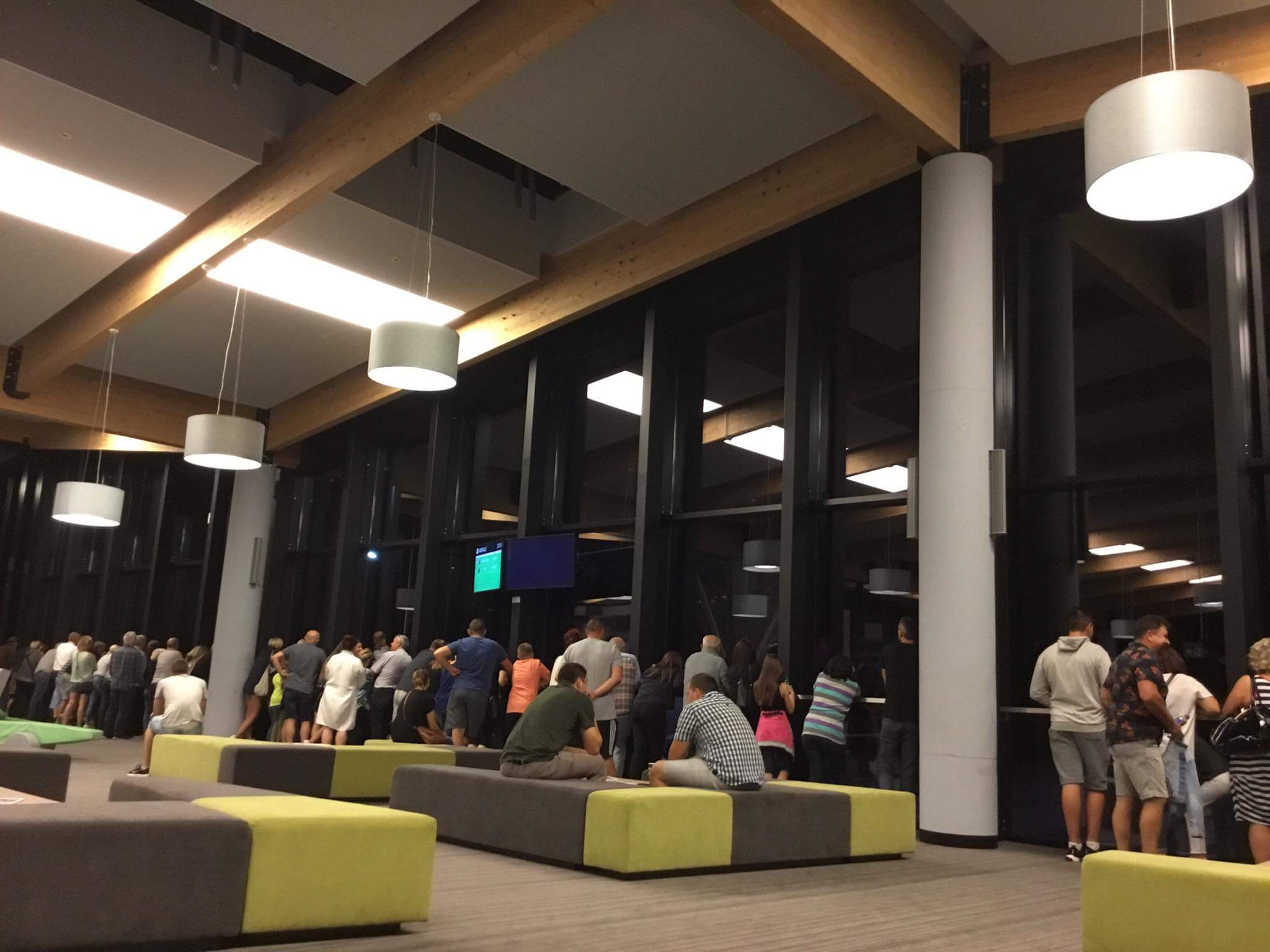
Taras widokowy (pierwsze piętro) terminala

W latach 2007–2013 na rozbudowę portu lotniczego przeznaczono ponad 204 miliony złotych, między innymi na przekształcenie go z kategorii 3C do 4D oraz wyposażenie w przyrządowe podejściem do lądowania (ILS II kategorii, VOR/DME). Zakończenie prac nastąpiło w 2015 roku, natomiast pierwszy rejsowy lot odbył się 20 stycznia 2016. Samoloty rejsowe firmy Sprint Air obsługują połączenia z Krakowem i Berlinem.
Lotnisko uzyskało certyfikat Urzędu Lotnictwa Cywilnego 18 stycznia 2016. 20 stycznia wystartował z niego pierwszy czarterowy samolot do Berlina. Natomiast pierwszy samolot rejsowy wystartował z Szyman 21 stycznia.
5 lipca 2017 z Szyman odleciał samolot z turystami na Rodos, a 7 lipca 2017 lotnisko przyjęło stutysięcznego pasażera.
31 sierpnia 2019 r. odbył się ostatni lot do Lwowa.
27 października 2019 r. poleciał pierwszy samolot Wizzair do Bremy.
28 października 2019 r., aby zapewnić większy komfort podróży pasażerom korzystającym z Portu Lotniczego Olsztyn-Mazury, uruchomiono nowy dodatkowy Gate nr 3 znajdujący się na pierwszym piętrze terminala.
7 listopada 2019 r. poleciał pierwszy samolot Ryanair do Kolonii.
1 kwietnia 2021r. uruchomiona została nowa samorządowa linia autobusowa pomiędzy Lotniskiem Olsztyn-Mazury a Mikołajkami, przez Szczytno oraz Mrągowo.
2 lipca 2021 r. poleciał pierwszy samolot Ryanair do Wrocławia.
We wrześniu 2021 r. rozpoczęły się prace budowlane polegające do podwyższeniu standardu lotniska do II kategorii systemu ILS.
13 października 2021 r. port lotniczy uzyskał pozwolenia wymagane do obsługi operacji lotniczych typu CARGO, czyli transportu towarów i poczty.
24 listopada 2021 r. oddano do użytku dwa hangary lotnicze dla małych i średnich samolotów (budowa kosztowała 3,291 mln zł). Oddane do użytku hangary, każdy o powierzchni 500 m², znajdują się naprzeciw terminala pasażerskiego, po drugiej stronie pasa startowego. 14 grudnia 2021 r. Port Lotniczy Olsztyn-Mazury został włączony do transeuropejskiej sieci TEN-T.
17 czerwca 2022 r. odbył się inauguracyjny rejs linii LOT do Rzeszowa.

## Statystyki ruchu
Zobacz zapytanie i odniesienia źródłowe Wikidata o wartości.
| Rok       | Pasażerowie | Cargo (w tonach) | Operacje lotnicze |
| --------- | ----------- | ---------------- | ----------------- |
| 1998      | 2632        | 0                | 180               |
| 1999      | 2453        | 0                | 238               |
| 2000      | 1873        | 0                | 788               |
| 2001      | 2049        | 0                | 928               |
| 2002      | 1091        | 0                | 516               |
| 2003      | 448         | 0                | 418               |
| 2004-2015 | 0           | 0                | 0                 |
| 2016      | 47 146      | 0                | 882               |
| 2017      | 104 851     | 0                | 2400              |
| 2018      | 121 300     | 0                | 2850              |
| 2019      | 154 319     | 0                | 2035              |
| 2020      | 62 395      | 0                | 1256              |
| 2021      | 46 939      | 0                | 1828              |
| 2022      | 113 222     | 0                | 2666              |
| 2023      | 142 587     | 309              | 5371              |
| RAZEM     | 803 305     | 309              | 22 356            |

Źródła
- 2007-2004, Urząd Lotnictwa Cywilnego[26].

## Kierunki lotów i linie lotnicze
| Linia lotnicza             | Kierunek                                 |
| -------------------------- | ---------------------------------------- |
| Wizzair                    | 1. Dortmund (od 28 października 2025)    |
| Polskie Linie Lotnicze LOT | 1. Kraków-Balice Sezonowo: 1. Marsa Alam |
| Ryanair                    | 1. Londyn Stansted 2. Düsseldorf Weeze   |

## Kierunki obsługiwane w przeszłości
| Linia lotnicza        | Kierunek                           | Okres operowania                                                                                                   |
| --------------------- | ---------------------------------- | --- |
| Adria Airways         | Monachium                          | od 17 czerwca do 28 października 2016                                                                              |
| LOT                   | Warszawa-Okęcie Lwów Rijeka        | od 2 lipca do 30 września 2016 od 27 marca 2018 do 31 sierpnia 2019 od 3 lipca do 4 września 2021                  |
| Ryanair               | Kolonia/Bonn                       | od 7 listopada 2019 do 27 lutego 2020                                                                              |
| Sprint Air            | Berlin-Tegel Kraków-Balice Wrocław | od 21 stycznia do 28 października 2016 od 22 stycznia do 28 października 2016 od 6 czerwca do 28 października 2016 |
| Wizz Air              | Oslo-Torp Brema                    | od 20 maja do 25 grudnia 2017 od 27 października 2019 do 5 stycznia 2020                                           |
| Small Planet Airlines | Burgas                             | od 19 czerwca do 4 września 2018                                                                                   |
| Bulgarian Air Charter | Burgas                             | od 9 czerwca do 15 września 2019                                                                                   |

## Połączenie kolejowe i autobusowe

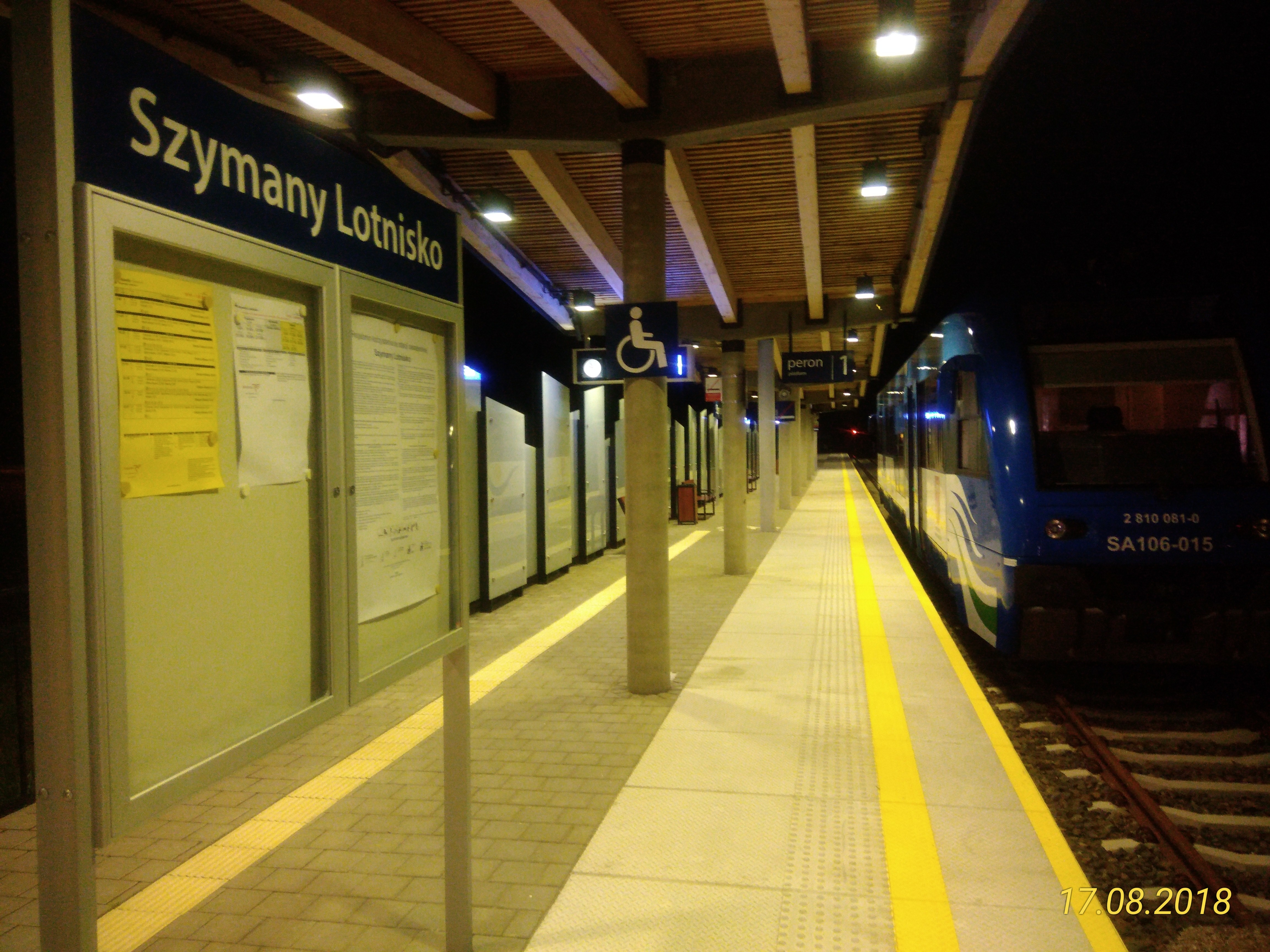
Peron przystanku kolejowego przy terminalu lotniska Olsztyn-Mazury

Pod koniec 2015 roku ukończono budowę przystanku kolejowego Szymany Lotnisko. 21 stycznia 2016, w dniu rozpoczęcia działalności portu lotniczego, połączenie kolejowe zostało uruchomione. Odległość od stacji Olsztyn Główny wynosi 55 km, a czas przejazdu wynosi około godziny.
Olsztyn-Mazury jest szóstym portem lotniczym w Polsce (po Krakowie, Warszawie, Szczecinie-Goleniowie, Lublinie i Gdańsku), który posiada pasażerskie połączenie kolejowe. Pociąg lotniskowy zatrzymuje się w drodze na lotnisko na wszystkich stacjach i przystankach osobowych: Klewki, Marcinkowo, Pasym, Grom, Szczytno i Siódmak. Kursy są realizowanie raz dziennie w wybranie dni tygodnia.
Do lotniska można dojechać z Olsztyna autobusem przewoźnika Markus Travel, a także z Grajewa, Ełku, Orzysza, Pisza autobusem przewoźnika Transport Wesołowski. Kursy autobusów lotniskowych są skorelowane z odlotami i przylotami większości samolotów operujących z lotniska Olsztyn-Mazury.

## Szymany a tajne loty CIA
Lotnisko w Szymanach stało się szerzej rozpoznawalne w 2005 roku, gdy organizacja Human Rights Watch ogłosiła, że Boeing 737 o numerach N313P, który należał do CIA, przewoził więzionych bojowników z Kabulu do Guantánamo i lądował w Szymanach. W Szymanach miał też lądować Gulfstream V o numerach N379P, który według Amnesty International zaliczył ponad 50 lotów do Guantanamo, zyskując przydomek „Guantanamo Bay Express”. Według byłej rzeczniczki prasowej lotniska Marioli Przewłockiej miało miejsce 6 lądowań, w przypadku których władze nakazywały, aby nie urządzać normalnej odprawy pasażerów, a opłaty lotniskowe, znacznie wyższe niż normalnie, były uiszczane w gotówce, na faktury wystawiane na fikcyjne amerykańskie przedsiębiorstwa. Dowody w tej sprawie opublikowała „Rzeczpospolita”. Według brytyjskiej organizacji Reprieve oraz na podstawie materiałów sądowych z pozwu o zapłatę wniesionego przez Richmor Aviation i SportsFlight, loty te były organizowane przez amerykańskie przedsiębiorstwo Dyncorp z siedzibą w Wirginii, które potem połączyło się z Computer Sciences Corporation.
Więźniowie mieli być przewożeni do tajnego obiektu wojskowego znajdującego się w okolicy Szczytna – do Ośrodka Kształcenia Kadr Wywiadu (tzw. szkoła szpiegów) w Starych Kiejkutach, w którym następnie mieli być torturowani. Wśród więźniów miał być Chalid Szajch Muhammad, uważany za głównego organizatora zamachu na World Trade Center.